# HMS Hargood (K582)
HMS Hargood (K582) là một tàu frigate lớp Captain của Hải quân Hoàng gia Anh hoạt động trong Chiến tranh Thế giới thứ hai. Nó nguyên được Hoa Kỳ chế tạo như chiếc DE-573, một tàu hộ tống khu trục lớp Buckley, và chuyển giao cho Anh Quốc theo Chương trình Cho thuê-Cho mượn (Lend-Lease). Tên nó được đặt theo Đô đốc William Hargood (1762-1839), hạm trưởng chiếc HMS Belleisle (1795) và đã từng tham gia các cuộc Chiến tranh Độc lập Hoa Kỳ, Chiến tranh Cách mạng Pháp và Chiến tranh Napoleon. Nó đã phục vụ cho đến khi chiến tranh kết thúc tại Châu Âu, hoàn trả cho Hoa Kỳ năm 1946, và cuối cùng bị bán để tháo dỡ vào năm 1947.

## Thiết kế và chế tạo
Buckley là một trong số sáu lớp tàu hộ tống khu trục được Hải quân Hoa Kỳ chế tạo nhằm đáp ứng nhu cầu hộ tống vận tải trong Thế Chiến II, sau khi Hoa Kỳ chính thức tham chiến vào cuối năm 1941. Chúng hầu như tương tự nhau, chỉ với những khác biệt về hệ thống động lực và vũ khí trang bị. Động cơ của phân lớp Backley bao gồm hai turbine hơi nước General Electric để dẫn động hai máy phát điện vận hành hai trục chân vịt, và dàn vũ khí chính bao gồm 3 khẩu pháo pháo 3 in (76 mm)/50 cal.
Những chiếc phân lớp Buckley (TE) có chiều dài ở mực nước 300 ft (91 m) và chiều dài chung 306 ft (93 m); mạn tàu rộng 37 ft 1 in (11,30 m) và độ sâu mớn nước khi đầy tải là 11 ft 3 in (3,43 m). Chúng có trọng lượng choán nước tiêu chuẩn 1.430 tấn Anh (1.450 t); và lên đến 1.823 tấn Anh (1.852 t) khi đầy tải. Hệ thống động lực bao gồm hai nồi hơi và hai turbine hơi nước General Electric công suất 13.500 mã lực (10.100 kW), dẫn động hai máy phát điện công suất 9.200 kilôwatt (12.300 hp) để vận hành hai trục chân vịt;  công suất 12.000 hp (8.900 kW) cho phép đạt được tốc độ tối đa 23 kn (26 mph; 43 km/h). Con tàu mang theo 359 tấn Anh (365 t) dầu đốt, cho phép di chuyển đến 6.000 nmi (6.900 mi; 11.000 km) ở vận tốc đường trường 12 kn (14 mph; 22 km/h).
Vũ khí trang bị bao gồm pháo 3 in (76 mm)/50 cal trên ba tháp pháo nòng đơn đa dụng (có thể đối hạm hoặc phòng không), gồm hai khẩu phía mũi và một khẩu phía đuôi. Vũ khí phòng không tầm gần bao gồm hai pháo Bofors 40 mm và tám pháo phòng không Oerlikon 20 mm. Con tàu có ba ống phóng ngư lôi Mark 15 21 inch (533 mm). Vũ khí chống ngầm bao gồm một dàn súng cối chống tàu ngầm Hedgehog Mk. 10 (có 24 nòng và mang theo 144 quả đạn); hai đường ray Mk. 9 và bốn máy phóng K3 Mk. 6 để thả mìn sâu. Thủy thủ đoàn đầy đủ bao gồm 200 sĩ quan và thủy thủ.
Hargood được đặt lườn như là chiếc DE-573 tại xưởng tàu của hãng Bethlehem-Hingham Steel Shipyard ở Hingham, Massachusetts vào ngày 27 tháng 10, 1943, được đặt tên Hargood và được hạ thủy vào ngày 18 tháng 12, 1943. Con tàu được chuyển giao cho Anh Quốc và nhập biên chế cùng Hải quân Anh như là chiếc HMS Harggod (K582) vào ngày 7 tháng 2, 1944 dưới quyền chỉ huy của Hạm trưởng, Trung tá Hải quân Peter Graeme MacIver.

## Lịch sử hoạt động
Trong quá trình chạy thử máy huấn luyện, Hargood gặp trục trặc ở hệ thống động cơ nên được giữ lại Hoa Kỳ trong vài tuần. Sau khi đi sang Belfast, Bắc Ireland, con tàu được cải biến tại cầu tàu Pollock, Belfast cho phù hợp với hoạt động của Hải quân Anh, trước khi được điều sang phục vụ dưới quyền Bộ chỉ huy Devonport. Hoạt động đầu tiên của nó là hộ tống một tàu chở quân Hoa Kỳ đi đến Southampton vào ngày 5 tháng 6, 1944, nơi nó được tiếp nhiên liệu và tiếp tục đi đến Falmouth, điểm xuất phát của chuyến đi vào ngày hôm sau 6 tháng 6, trực tiếp tham dự vào cuộc đổ bộ Normandy.
Hargood sau đó tiếp tục hộ tống các tàu chở quân vận chuyển lực lượng tăng viện đi sang bãi Utah, và tuần tra chống tàu ngầm ngoài khơi các bãi đổ bộ. Nó suýt gặp tai họa vào đêm 21 tháng 6, khi một cơn cuồng phong cuốn nó khỏi nơi neo đậu và suýt bị mắc cạn. Sang mùa Thu, nó đực điều sang Chi hạm đội Khu trục 1 đặt căn cứ tại Portsmouth, nơi nó cùng các tàu frigate chị em Waldegrave (K579), Spragge (K572) và Hotham (K583) hộ tống các đoàn tàu vận tải đi đến cảng Antwerp, Bỉ cho đến khi chiến tranh chấm dứt. Con tàu được đưa về thành phần dự bị tại Rosyth trước khi quay trở về Hoa Kỳ vào ngày 4 tháng 3, 1946.
Hargood được chính thức hoàn trả cho Hoa Kỳ vào ngày 23 tháng 2, 1946, nhằm giảm bớt chi phí mà Anh phải trả cho Hoa Kỳ trong Chương trình Cho thuê-Cho mượn (Lend-Lease). Do dư thừa so với nhu cầu về tàu chiến sau khi chiến tranh đã chấm dứt, nó được rút tên khỏi danh sách Đăng bạ Hải quân Hoa Kỳ vào ngày 12 tháng 4, 1946,   và con tàu bị bán cho hãng Northern Metal Company tại Tacony thuộc Philadelphia, Pennsylvania vào ngày 7 tháng 3, 1947 để tháo dỡ.